# Escrita direta
Escrita direta, também chamada pneumatografia e por vezes, em contextos diversos, referida como escrita em lousa (em inglês: slate writing) e autografia, é alegadamente um fenômeno espiritual em que se produz escrita sobre uma superfície, sem intermediação de médiuns ou, em alguns casos, até mesmo sem objetos. O conceito ocidental surgiu particularmente no moderno espiritualismo do século XIX. O termo também é atualmente referido em práticas encontradas no Oriente, principalmente derivadas da técnica chinesa de escrita de espíritos (fuji); mas também em possíveis interpretações de outras práticas orientais encontradas na Antiguidade.

## História

### Ocidente
O primeiro a descrever o fenômeno no Ocidente foi o Barão de Guldenstubbé, que introduziu na França o fenômeno americano das batidas de espíritos e da escrita automática de médiuns, antes da voga europeia das mesas girantes. Ele conta que, já em 1853, encontrara escritos em papéis seus que estavam trancados, mas que por quatro anos não conseguira provar o fenômeno para os outros e que suas tentativas eram criticadas por mesmeristas. O fenômeno chamou a atenção do poeta de La Boulayé, dentre outros. O barão buscou realizar experimentos, levando em conta relatos de escritas que apareciam em papéis e outros objetos durante os fenômenos poltergeist da cidade de Stratford (1850), e histórias da Bíblia sobre alegadas escritas espirituais, como o Festim de Belsazar e a transmissão do Decálogo. Em dezenas de experimentos, colocou papéis em branco em uma caixa fechada, com testemunhas oculares ou não; e afirmou ter visto uma vez os caracteres sendo escritos diretamente no papel sem o movimento do lápis. O resultado foi o surgimento de escrita em diversos idiomas, alguns assinados com o nome de várias personalidades supostamente espirituais.
Considerando que a escrita automática ("écriture automatique") dos médiuns nem sempre recebia valor, devido a ser possivelmente explicada por outras "forças naturais desconhecidas" que não os espíritos, o barão afirmava que a única prova definitiva para o mundo espiritual seria a escrita direta (écriture directe), realizada sem nenhum intermediário, pessoas ou objetos próximos. Ele publicou seus resultados e pesquisas em 1857 no livro Pneumatologie positive et expérimentale. La réalité des esprits et le phénomène merveilleux de leur écriture directe ("Pneumatologia positiva e experimental. A realidade dos espíritos e o fenômeno maravilhoso de sua escrita direta"), com fac-símile das folhas em que se alegadamente obteve a escrita espiritual. Escritas diretas em papel tiveram sua produção testemunhada independentemente, dentre outros, pelo poeta de La Boulayé e por Adrien-Léon Lacordaire, além de também terem sido relatadas na presença de crianças de dois a cinco anos.
Por vezes, diz-se que ela teria ocorrido na pele do médium ("dermografia"), em luzes no ar ou até em fotografias espíritas, o que aconteceu até o começo do século XX.
Allan Kardec cunharia o termo "pneumatografia" (do grego, pneuma, "espírito") para descrever a escrita direta e distingui-la da psicografia, que exige um médium. Foi assim, como parte do repertório espírita, que essa palavra se introduziu no francês (pneumatographie). Kardec afirma tê-la utilizado pela primeira vez no livro Instruções Práticas (1858). Associou-a também ao fenômeno de voz direta ("pneumatofonia"). Ele especulou que, em alguns casos, quando não havia nenhum instrumento ou possibilidade de movimento de um lápis para a produção da escrita direta, ocorreria a condensação de matéria espiritual feita pelos próprios espíritos, que se depositaria sobre o papel; verificava-se inclusive a produção de tinta de impressão:
"A substância de que são feitos os caracteres tem toda a aparência do grafite do lápis e é facilmente apagada com a borracha. Examinamo-la ao microscópio, verificando que não é incorporada ao papel, mas simplesmente deposta em sua superfície, de maneira irregular sobre as asperezas, formando arborescências muito semelhantes às de certas cristalizações. A parte apagada pela borracha deixa ver camadas de matéria escura introduzida nas pequenas cavidades da rugosidade do papel. Destacadas e retiradas com cuidado, essas camadas são a própria matéria que se produz durante a operação."
Já o reverendo William Stainton Moses utilizaria o termo "psicografia" em geral para se referir à escrita direta. Ele publicou seus estudos no livro Direct Spirit Writing (1878).
Outros também chamaram o fenômeno de "autografia", principalmente na variante da "escrita em lousa", feita em uma lousa de ardósia. Nisso, o procedimento realizado durante a séance geralmente consistia em um participante segurar a lousa embaixo de uma mesa, enquanto se pressiona um pequeno lápis de lousa entre a mesa e a face da ardósia, aguardando-se o suposto movimento espiritual e o barulho da escrita. Ou então se utiliza uma lousa articulada com duas faces, que são dobradas e fechadas com um giz ao meio. Frequentemente investigada por pesquisadores psíquicos, a maioria dos casos se verificaram como fraudes. Henry Slade e William Eglinton foram os mais conhecidos praticantes dessa técnica, ambos tendo sido revelados como fraudulentos, dentre outros. S. J. Davey conseguira replicar um truque de escrita em ardósia.

Em 1877, uma sessão com Henry Slade foi descrita por Gustav Theodor Fechner, junto a Johann Karl Friedrich Zöllner e outros participantes. Dos cinco experimentos de escrita em lousa que fez com Slade, ele considerou que três foram bem sucedidos e dois falharam. Segundo ele, apesar de não ter havido condições para o controle de um experimento científico, nenhum dos participantes conseguiram explicar como poderia ter ocorrido fraude, e Fechner saiu impressionado. Em um dos relatos, Fechner conta:
"Em certa ocasião, eu segurei as lousas com o lápis de ardósia incluso sem nada perguntar. Segurei-os com quatro dedos embaixo da mesa [de cartas], mas o meu polegar permaneceu acima da superfície da mesa. Conforme o decorrer do experimento, eu senti um forte puxão na lousa, como se alguém estivesse tentando puxá-la de minha mão. Eu poderia retê-la apenas com algum esforço. Quando a tirei debaixo da mesa, nada havia sido escrito nela."
Outros que chegaram a investigar o fenômeno com médiuns foram William Crookes e Alfred Russel Wallace. O pesquisador Augustus de Morgan e sua esposa Sophia Elizabeth De Morgan consideraram que, mesmo na escrita direta, ocorreria ainda a interferência do "cérebro" do médium ou de sua "atmosfera" psíquica, por exemplo no caso do barão de Guldenstubbé, que era fluente nos idiomas dos escritos.
Os escritos alegadamente espirituais se popularizavam e se tornaram uma literatura de consumo popular na Era Vitoriana. A associação entre o gênero espiritualista e romances ocorreu a tal ponto que, em 1882, o periódico Medium and Daybreak, sugeriu que a escrita direta foi obtida por autores de grandes clássicos do passado. Nas escritas diretas contemporâneas, porém, o que se conseguia eram mensagens mais curtas e menos elaboradas; apesar disso eram tidas como tendo maior valor de evidência, enquanto a psicografia estava sendo interpretada na psicologia científica como sendo manifestações de movimentos inconscientes.

### Oriente
Vicente Dobroruka considera a possibilidade de paralelos interculturais de possessão que permitiriam a interpretação de escrita automática nos textos pseudepígrafos do judaísmo do Segundo Templo. No Velho Testamento, na passagem de II Crônicas 21, o supostamente falecido profeta Elias envia uma carta, e a forma como esta é recebida não é descrita; ela pode evocar um antigo gênero oriental de epístola oracular: "Chegou-lhe uma carta do profeta Elias, dizendo: ‘Assim diz o Senhor, o Deus de Davi, seu pai: porque você não andou nos caminhos de Josafá, seu pai, nem nos caminhos de Asa, rei de Judá".
Um exemplo antigo que Dobroruka encontra de um alegado escrito sem intermediação humana é o Livro de Elcasai, que teria sido transmitido a este pelos chineses, dos quais se afirma terem recebido o livro de um ser celeste a cerca de 150-200 quilômetros de altura: "Dele, ele disse que Elcasai, um homem justo, o recebeu dos Seres [chineses] na Pártia e transmitiu-o a um certo Sobiai. Foi comunicado por um anjo, cuja altura era 24 schoinoi".
Luciano de Samósata relata que Alexandre de Abonútico, um profeta charlatão da Ásia Menor, teve fama ao alegar a produção de escrita sobrenatural, indicando que essa atribuição era popularmente aceita. Porém, Luciano revelou sua fraude (o que o levou a ser ameaçado de morte):
"Alexandre anunciou a todos que o Deus faria profecias e marcou uma data com antecedência. Ele orientou a todos que escrevessem em um pergaminho tudo o que quisessem e o que desejassem especialmente aprender, amarrassem-no e selassem-no com cera ou argila ou qualquer outra coisa desse tipo. Então ele mesmo, depois de pegar os pergaminhos e entrar no santuário interno [...] propôs convocar em ordem, com arauto e sacerdote, aqueles que os haviam apresentado, e, depois que o deus lhe contasse sobre cada caso, devolver o pergaminho com o selo, tal como estava, e a resposta nele endossada; pois o deus responderia explicitamente a qualquer pergunta que alguém colocasse"
―Luciano de Samósata, em Alexandre, o Falso Profeta, 19.

#### Escrita de espíritos chinesa
Desde os primeiros séculos da Era Comum, havia na China o motivo mítico de que "livros divinos" (shenshu) eram produzidos por deuses ou no Céu primordialmente, para depois serem "condensados" na esfera terrena, ocultados e encontrados em revelação aos humanos (ver também Esoterismo no Oriente#Taoismo). Isso era alegado tanto em sutras budistas, quanto em textos transcendentes taoistas, que muitas vezes eram ditos como tendo formados em cavernas.
A técnica chinesa de "escrita de espíritos", geralmente realizada em altares desde o século XII, recebia diversas variedades. Em uma delas, ocorria sem a intermediação de médiuns ou especialistas rituais. Por exemplo, nas comunidades do culto de Wenchang, o instrumento que continha um pincel (chamado "fênix") era suspenso por vigas em uma sala fechada, de nome Jiangbiting (降筆亭). Os devotos aguardavam do lado de fora até escutarem um sino, quando então entravam na sala e encontravam várias folhas de papel com textos escritos. Mas essa técnica não era exclusiva desse culto e foi mencionada em vários outros contextos. Por exemplo, no culto para o Imortal Huang, era posto um pincel suspenso em frente de seu retrato; e em um templo dos Nove Transcendentes, os clientes fiéis e o sacerdote ofereciam papéis em branco no santuário, aguardando do lado de fora, até escutarem o barulho do pincel sobre a mesa e encontrarem-nos escritos. Um literato da dinastia Song descreveu a chamada "escrita de espíritos dentro de um livro fechado" (封書降筆) como sendo a mais misteriosa, porém a criticou como uma fraude.
Na enciclopédia de taoismo compilada pelo príncipe Zhu Quan em 1444, ele menciona, dentre uma lista de técnicas, aquelas chamadas "fênix com um pincel fixado em um enquadre" (筆架鸞), "fênix suspensa por um fio de seda" (懸絲鸞) e "fênix dentro de uma caixa selada" (封匣鸞).
Wang Chien-chuan considera que o termo "feiluan" (飛鸞) se referia principalmente à escrita de espíritos sem um médium segurando o instrumento de escrita.
Um relato etnográfico de 1935 descreve grandes ritos comunais taoistas realizados em Fengdu, feitos por vários dias, em que os praticantes colocavam pedaços de papel com perguntas em um Pavilhão de Fênix fechado. Ao final, o pavilhão era aberto e os papéis apareciam contendo respostas.
Na Idade Moderna, uma técnica de revelação espiritual que se tornou significativa era chamada de kanguang (看光): nela, os praticantes observavam caracteres aparecendo espontaneamente em um pedaço suspenso de tecido. Ela é atestada a partir da década de 1940 como tendo sido usada para compor uma escritura de uma sociedade de redenção, bem como em sincretismo no sul do Vietnã. Lá, o caodaísmo, que herdou em grande parte técnicas da escrita de espíritos chinesa, utilizava também a escrita direta, por exemplo colocando um envelope fechado pendurado sobre um altar.